# Галімов Флюр Міншеріфович
Галімов Флюр Міншеріфович (башк. Ғәлимов Флүр Миншәриф улы; 7 грудня 1958, с. Старий Калкаш Стерлібашевського району Башкирської АРСР) — башкирський письменник. З 1996 року член Союзу письменників Росії і Башкортостану. Заслужений працівник культури Російської Федерації (2019) і Республіки Башкортостан. Лауреат літературної премії журналу «Юність» імені Валентина Катаєва.

## Біографія

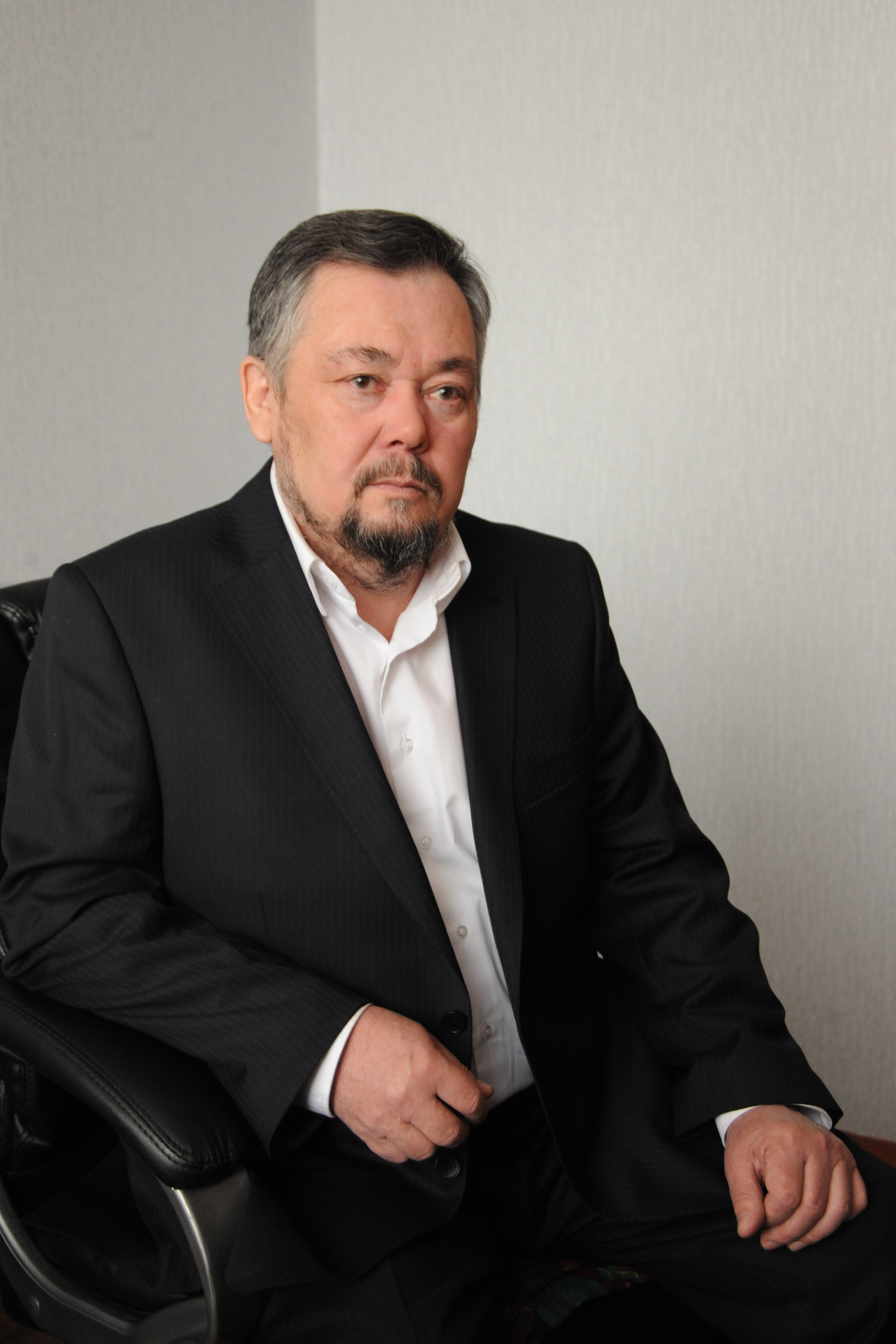

Флюр Галімов народився 7 грудня 1958 р. в селі Старий Калкаш Стерлібашевського району Башкирської АРСР.
Після служби в Радянській армії, навчався в Стерлітамацькому державному педагогічному інституті. Потім працював у школі вчителем російської мови та літератури.
1994-2000 роки  відповідальний секретар Стерлітамацької письменницької організації,.
В останні роки займався літературною творчістю та підприємництвом.

### Книги
- Зустрічаються на небо (Күктәрҙә күрешеүҙәр): оповідання. Уфа: Китап, 1995
- Йүләр: повісті, п'єси, оповідання. Уфа: Китап, 1997
- Башкирське нове (Яңы башҡорт): Роман, повісті, оповідання. Уфа: Китап, 2008
- Дай покаяння (Аҙғын тәүбәһе): Трилогія. Уфа: Китап, 2015
- Башкирська нове: Роман. Уфа: Китап, 2016
- Змія рогу (Йылан мөгөҙө): оповідання для дітей. Уфа: аерокосмічної та ноосфери, 2018
- Покаяння над прірвою: трилогія. Москва: художня література, 2018 (рос.)
- Прометей. Падіння Олімпу: драматургічна трилогія. Уфа: Витоки, 2019 (рос.)